# Morales-Sanchez (Teksas)
Morales-Sanchez je naseljeno mjesto za statističke potrebe u američkoj saveznoj državi Teksas. Prema popisu stanovništva iz 2010. u njemu je živjelo 84 stanovnika.